# Hoogeveen vasútállomás
Hoogeveen vasútállomás vasútállomás Hollandiában, Hoogeveen városában.

## Vasútvonalak
Az állomást az alábbi vasútvonalak érintik:
- Meppel–Groningen-vasútvonal

## Kapcsolódó állomások
A vasútállomáshoz az alábbi állomások vannak a legközelebb:
- Beilen vasútállomás
- Meppel vasútállomás